# 6. Arany Málna-gála
A 6. Arany Málna-gálán (Razzies) – az Oscar-díj-átadó paródiájaként – az amerikai filmipar 1985. évi legrosszabb alkotásait, alkotóit díjazták tíz kategóriában. A díjazottak megnevezésére 1986. március 23-án, az 58. Oscar-gála előtti napon került sor Santa Monicában, a Morgan-Wixon Színházban.
Az este gyakorlatilag Sylvester Stallonéról és főszerepléseivel készült két alkotásról, a Rocky IV.-ről és a Rambo II.-ről szólt. Az előbbi – melyet maga Stallone rendezett – 9 jelölésből 5 díjat kapott, míg az utóbbit 7 jelölésből 4 alkalommal említették a „győztesek” között. Sly és a Stallone-család tagjai (Sylvester, Brigitte és Frank) összesen hat díjat „söpörtek be”.

## Díjazottak és jelöltek
| „Győztes” |

| Kategória                        | „Győztesek” és jelöltek |
| -------------------------------- | --- |
| Legrosszabb film                 | Rambo II., producer: Buzz Feitshans (TriStar Pictures)                                                                                           |
| Legrosszabb film                 | Amerika fegyverben, producer: Irwin Winkler (Warner Bros.)                                                                                       |
| Legrosszabb film                 | A sárkány éve, producer: Dino deLaurentiis (Metro-Goldwyn-Mayer / United Artists)                                                                |
| Legrosszabb film                 | Lázas szenvedély, producer: Freddie Fields (Metro-Goldwyn-Mayer / United Artists)                                                                |
| Legrosszabb film                 | Rocky IV., producer: Irwin Winkler és Robert Chartoff (Metro-Goldwyn-Mayer / United Artists)                                                     |
| Legrosszabb férfi főszereplő     | Sylvester Stallone – Rambo II. és Rocky IV. |
| Legrosszabb férfi főszereplő     | Divine – Lust in the Dust |
| Legrosszabb férfi főszereplő     | Richard Gere – Dávid Király |
| Legrosszabb férfi főszereplő     | Al Pacino – Amerika fegyverben |
| Legrosszabb férfi főszereplő     | John Travolta – Ingerlő idomok |
| Legrosszabb női főszereplő       | Linda Blair – Kegyetlen utcák, Night Patrol és Savage Island                                                                                     |
| Legrosszabb női főszereplő       | Ariane – A sárkány éve |
| Legrosszabb női főszereplő       | Jennifer Beals – Frankenstein menyasszonya |
| Legrosszabb női főszereplő       | Brigitte Nielsen – Vörös Szonja |
| Legrosszabb női főszereplő       | Tanya Roberts – Halálvágta |
| Legrosszabb férfi mellékszereplő | Rob Lowe – Szent Elmo tüze |
| Legrosszabb férfi mellékszereplő | Raymond Burr – Gojira |
| Legrosszabb férfi mellékszereplő | Herbert Lom – Salamon király kincse |
| Legrosszabb férfi mellékszereplő | Robert Urich – Turk 182! |
| Legrosszabb férfi mellékszereplő | Burt Young – Rocky IV. |
| Legrosszabb női mellékszereplő   | Brigitte Nielsen – Rocky IV. |
| Legrosszabb női mellékszereplő   | Sandahl Bergman – Vörös Szonja |
| Legrosszabb női mellékszereplő   | Marilu Henner – Ingerlő idomok és Az éneklő cowboy                                                                                               |
| Legrosszabb női mellékszereplő   | Julia Nickson-Soul – Rambo II. |
| Legrosszabb női mellékszereplő   | Talia Shire – Rocky IV. |
| Legrosszabb rendező              | Sylvester Stallone – Rocky IV. |
| Legrosszabb rendező              | Richard Brooks – Lázas szenvedély |
| Legrosszabb rendező              | Michael Cimino – A sárkány éve |
| Legrosszabb rendező              | George Cosmatos – Rambo II. |
| Legrosszabb rendező              | Hugh Hudson – Amerika fegyverben |
| Legrosszabb forgatókönyv         | Rambo II., forgatókönyv: Sylvester Stallone és James Cameron, Kevin Jarre egy David Morrell által teremtett karaktert felhasználó ötlete alapján |
| Legrosszabb forgatókönyv         | A sárkány éve, forgatókönyv: Oliver Stone és Michael Cimino, Robert Daley regénye alapján                                                        |
| Legrosszabb forgatókönyv         | Ingerlő idomok, forgatókönyv: Aaron Latham és James Bridges, Latham Rolling Stone magazinban megjelent cikke alapján                             |
| Legrosszabb forgatókönyv         | Lázas szenvedély, írta: Richard Brooks |
| Legrosszabb forgatókönyv         | Rocky IV., írta: Sylvester Stallone |
| Legrosszabb új sztár             | Brigitte Nielsen – Vörös Szonja és Rocky IV. |
| Legrosszabb új sztár             | Ariane – A sárkány éve |
| Legrosszabb új sztár             | Az új, komputervezérelt Godzilla – Gojira |
| Legrosszabb új sztár             | Julia Nickson-Soul – Rambo II. |
| Legrosszabb új sztár             | Kurt Thomas – Gymkata |
| Legrosszabb „eredeti” dal        | Rambo II. „Peace in Our Life” című dala, zene: Frank Stallone, Peter Schless és Jerry Goldsmith, szöveg: Frank Stallone                          |
| Legrosszabb „eredeti” dal        | Az utolsó sárkány „7th Heaven” című dala, írta: Bill Wolfer és Vanity                                                                            |
| Legrosszabb „eredeti” dal        | Az utolsó sárkány „The Last Dragon” című dala, írta: Norman Whitfield és Bruce Miller                                                            |
| Legrosszabb „eredeti” dal        | Krush Groove „All You Can Eat” című dala, írta: Kurtis Blow, Damon Wimbley, Darren Robinson és Mark Morales (The Fat Boys)                       |
| Legrosszabb „eredeti” dal        | Páros csillag „Oh, Jimmy!” című dala, zene és szöveg: Sarah M. Taylor                                                                            |
| Legrosszabb filmzene             | Rocky IV., zene: Vince DiCola |
| Legrosszabb filmzene             | Amerika fegyverben, zene: John Corigliano |
| Legrosszabb filmzene             | Lázas szenvedély, zene: Thomas Dolby |
| Legrosszabb filmzene             | Salamon király kincse, zene: Jerry Goldsmith |
| Legrosszabb filmzene             | Turk 182!, zene: Paul Zaza |

## A kategóriákban előforduló filmek
| Jelölés | Díj | Magyar cím                | Eredeti cím                |
| ------- | --- | ------------------------- | -------------------------- |
| 9       | 5   | Rocky IV.                 | Rocky IV.                  |
| 7       | 4   | Rambo II.                 | Rambo: First Blood Part II |
| 5       | 0   | A sárkány éve             | Year of the Dragon         |
| 4       | 0   | Amerika fegyverben        | Revolution                 |
| 4       | 0   | Lázas szenvedély          | Fever Pitch                |
| 3       | 1   | Vörös Szonja              | Red Sonja                  |
| 3       | 0   | Ingerlő idomok            | Perfect                    |
| 2       | 0   | Az utolsó sárkány         | The Last Dragon            |
| 2       | 0   |                           | Gojira                     |
| 2       | 0   | Salamon király kincse     | King Solomon's Mines       |
| 2       | 0   |                           | Turk 182!                  |
| 1       | 1   | Kegyetlen utcák           | Savage Streets             |
| 1       | 1   |                           | Night Patrol               |
| 1       | 1   |                           | Savage Island              |
| 1       | 1   | Szent Elmo tüze           | St. Elmo's Fire            |
| 1       | 0   | Az éneklő cowboy          | Rustlers' Rhapsody         |
| 1       | 0   | Dávid Király              | King David                 |
| 1       | 0   | Frankenstein menyasszonya | The Bride                  |
| 1       | 0   |                           | Gymkata                    |
| 1       | 0   | Halálvágta                | A View to a Kill           |
| 1       | 0   |                           | Krush Groove               |
| 1       | 0   |                           | Lust in the Dust           |
| 1       | 0   | Páros csillag             | The Slugger's Wife         |